# برادلي نيل
برادلي نيل (بالإنجليزية: Bradley Neil)‏ هو لاعب غولف بريطاني، ولد في 16 يناير 1996.

## وصلات خارجية
- برادلي نيل على موقع رابطة أوروبا للاعبي الغولف المحترفين (الإنجليزية)
- برادلي نيل على موقع التصنيف العالمي الرسمي للغولف (الإنجليزية)